# Janee' Kassanavoid
Janee' Kassanavoid, född 19 januari 1995, är en amerikansk släggkastare.

## Karriär
I maj 2022 förbättrade Kassanavoid sitt personbästa i slägga till 78,00 meter vid tävlingen USATF Throws Fest i Tucson, vilket placerade henne som den sjätte bästa släggkastaren genom tiderna. I juli 2022 vid VM i Eugene tog Kassanavoid brons i släggtävlingen efter ett kast på 74,86 meter.
I augusti 2023 vid VM i Budapest tog Kassanavoid silver efter ett kast på 76,36 meter.

## Tävlingar
| År               | Tävling            | Plats            | Placering        | Gren             | Distans          |
| Tävlande för USA | Tävlande för USA   | Tävlande för USA | Tävlande för USA | Tävlande för USA | Tävlande för USA |
| ---------------- | ------------------ | ---------------- | ---------------- | ---------------- | ---------------- |
| 2022             | Världsmästerskapen | Eugene           | 3:e              | Släggkastning    | 74,86 m          |
| 2023             | Världsmästerskapen | Budapest         | 2:a              | Släggkastning    | 76,36 m          |

## Personliga rekord
Utomhus
- Släggkastning – 78,00 m (Tucson, 21 maj 2022)[5]